# Agonum numidicum
Agonum numidicum é uma espécie de insetos coleópteros pertencente à família Carabidae.
A autoridade científica da espécie é Lucas, tendo sido descrita no ano de 1849.
Trata-se de uma espécie presente no território português.